# Dicaeum pygmaeum
A Dicaeum pygmaeum a madarak osztályának verébalakúak (Passeriformes) rendjébe és a virágjárófélék (Dicaeidae) családjába tartozó faj.

## Rendszerezése
A fajt Heinrich von Kittlitz német ornitológus írta le 1833-ban, a Nectarinia nembe Nectarinia pygmaea néven.

## Alfajai
- Dicaeum pygmaeum davao Mearns, 1905
- Dicaeum pygmaeum fugaense Parkes, 1988
- Dicaeum pygmaeum palawanorum Hachisuka, 1926
- Dicaeum pygmaeum pygmaeum (Kittlitz, 1833)
- Dicaeum pygmaeum salomonseni Parkes, 1962[2]

## Előfordulása
A Fülöp-szigetekhez területén honos. Természetes élőhelyei a szubtrópusi és trópusi síkvidéki esőerdők. Állandó, nem vonuló faj.

## Megjelenése
Testhossza 8 centiméter.

## Életmódja
Gyümölcsökkel, nektárral és pollennel táplálkozik.

## Természetvédelmi helyzete
Az elterjedési területe nagyon nagy, egyedszáma viszont csökken, de még nem éri el a kritikus szintet. A Természetvédelmi Világszövetség Vörös listáján nem fenyegetett fajként szerepel.